# Selhnjúkur
Selhnjúkur är en bergstopp i republiken Island. Den ligger i regionen Norðurland vestra, i den norra delen av landet, 180 km nordost om huvudstaden Reykjavík. Toppen på Selhnjúkur är 786 meter över havet, eller 120 meter över den omgivande terrängen. Bredden vid basen är 0,56 km.
Trakten runt Selhnjúkur är nära nog obefolkad, med mindre än två invånare per kvadratkilometer. Närmaste större samhälle är Varmahlíð, 15,1 km norr om Selhnjúkur. Trakten runt Selhnjúkur består i huvudsak av gräsmarker.